# 喜劇急行列車
『喜劇急行列車』（きげききゅうこうれっしゃ）は、1967年の日本映画。『東映列車シリーズ』の第1作。
渥美清演じるおっちょこちょいだが人情味あふれる車掌を軸に、特別急行列車の乗客たちが起こす様々な騒動を描いた喜劇映画。渥美が後の当たり役"男はつらいよの寅さん"そのものを演じる。監督はプログラムピクチャーの名手・瀬川昌治。
旅行のツールとして人々の楽しみを提供した高度経済成長期の鉄道の役割を象徴するような作品で、日本国有鉄道（国鉄）の製作協力により、駅や走行中の列車でのロケーション撮影が多く取り入れられている。寺脇研は「鉄道の歴史を辿るという点でも意義深い作品」と評価している。

## あらすじ
国鉄東京車掌区のベテラン専務車掌・青木吾一は、ある日の東京発長崎行き寝台特急『さくら』での乗務中に、想いこがれていた毬子と再会する。毬子が車掌室に依頼してきた電報の文面から、吾一は毬子が夫と決別することを知る。深夜、ホステス5人組の下着や宝石が盗まれる窃盗事件が発生するも、毬子が偶然事件を目撃していたため、犯人は門司駅で乗り込んできた鉄道公安職員に逮捕される。
列車が到着した翌朝、非番となった吾一は、偶然平和公園で毬子と再会。吾一は『長崎物語』を口ずさむ上機嫌で、長崎市内を案内する。やがて吾一は恋心の再燃を押さえつつ、毬子に東京へ帰るよう説得する。毬子は「死んだ父と一緒にいるようで楽しかった」と告げ、吾一は男として見られていないことを悟り落胆する。
東京の自宅に帰った吾一は、仕事に理解のない妻・きぬ子に毬子からの手紙を見られ、浮気を疑われる。疑念の拭えないきぬ子は、吾一が乗務する西鹿児島行きの特急『富士』を東海道新幹線でこっそり追いかけ、追いついた熱海駅で乗り込む。きぬ子の出現に吾一は驚く。心臓手術を控える乗客の少年を励ます吾一の姿を見たきぬ子は、疑念を和らげていく。
そんな中、日豊本線区間、佐伯まで45分間の場所で乗客の妊婦が産気づく。助産師であるきぬ子の適切な処置や、乗務員たちの素早い協力行動により、車内での出産は無事に成功する。
西鹿児島駅に着いた吾一・きぬ子夫妻を、毬子が待っていた。毬子は夫との復縁を報告し、夫をふたりに紹介する。こうして夫妻のわだかまりは解けたのだった。

## 出演者
オープニングクレジット順
- 青木吾一（専務車掌）：渥美清
  - 東京発着の寝台特急に乗務するベテラン車掌。岩手県出身。水呑百姓の次男。気仙沼線陸前階上駅駅員から鉄道員生活をスタートした[注 2]。車掌室で毬子への思いを独り言で吐露するが、うっかり車内放送のマイクがオンになったままであったため列車中に放送されてしまい、車内を大爆笑の渦にする[注 3]。4人の子供に長男・特急、長女さくら、二女つばめ、三女ふじとそれぞれ名前を付ける鉄道マニア[6]。長男特急は、元共産党員・徳球（徳田球一）と読みが同じと学校でからかわれ、3人の娘も芸者みたいと先生に言われるため、名前を変えてほしいと訴えられている。
- 老機関士：西村晃
  - 『さくら』の乗客。吾一と同郷で、ともに国なまりを懐かしむ。
- 今井：小沢昭一
  - 『さくら』の乗客。詰襟を着た学生風の男。ホステス5人組から密着三昧のおいしい役どころながら、下着泥棒に間違われる。
- 塚田：江原真二郎
  - 毬子の夫。
- 遠藤洋子（食堂車ウェイトレス）：大原麗子
  - 古川と交際している。
- あけみ：根岸明美
  - 『さくら』の乗客。ホステス5人組の旅行客のひとり。吾一の検札で豊満な胸の谷間に切符を挟む。スリの男に下着や宝石を奪われる。
- 銀子：桜京美
  - 『さくら』の乗客。ホステス5人組の旅行客のひとり。スリの男に下着や宝石を奪われる。
- スリの男の情婦：三原葉子
  - スリの男の戦利品を犬のケージバッグに隠す手口で、犯行を逃れようとした。
- 青木きぬ子：楠トシエ
  - 吾一の妻。青森県の造り酒屋の娘。夫の浮気を疑い、夫の乗務する『富士』に乗り込む。子供の弁当に輪ゴムを大量に入れた上、それを間違えて吾一に渡してしまう。一方、助産師の経験を生かして『富士』車中での急な出産に対応した。
- 古川勇作（乗客掛）：鈴木やすし
  - 寝台のセット・収納などを担当する。常にハナ肇とクレージーキャッツの『シビレ節』を歌唱している。洋子と交際している。
- 新郎：東けんじ（Wけんじ）
  - 『さくら』の乗客。ハネムーンの気分を相席の客に邪魔される。
- 相席の客：宮城けんじ（Wけんじ）
  - 『さくら』の乗客。
- スリの男：三遊亭歌奴
  - 女性の下着や宝飾品を気づかれずにスリ取る名人。『さくら』車内での犯行中を毬子に目撃され、御用となる。
- 宮本（公安職員）：梶健司
  - 門司駅所属の鉄道公安職員。スリの男を逮捕する。
- 犬塚（公安職員）：岡崎二朗
  - 門司駅所属の鉄道公安職員。スリの男を逮捕する。
- 駅長：左卜全
  - 吾一が最初に赴任した陸前階上駅の駅長。
- 岡島（乗客掛）：関敬六
  - 吾一とともに車内改札を担当する。
- 坊や：石崎吉嗣
  - 成功率の低い心臓手術を控え、思い出作りのために『富士』に乗車した少年。自身が乗車した客車の形式記号や、電報略号などの知識を披露してみせ、吾一を感心させる。
- 坊やの父親：村上不二夫
- 坊やの母親：川尻則子
- 若い妊婦：桑原幸子
  - 『富士』の乗客。日豊本線を走行中に産気づく。

- 若い妊婦の夫：北川恵一
- 青木特急：加藤順一
  - 吾一・きぬ子の長男。
- 青木ふじ：坂本香織
  - 吾一・きぬ子の三女。
- 青木つばめ：大森不二香
  - 吾一・きぬ子の次女。
- 青木さくら：丸山記美江
  - 吾一・きぬ子の長女。
- 美加：真木亜紗子
- 新婦：田沼瑠美子
- 宿舎のおばさん：谷本小代子
- 佐々木梨里
- 操縦助役：小塚十紀雄
- 「富士」食堂車の調理師：打越正八
- 乗客掛：木村修
- 泉綾子
- ウェイトレスB：大和田恵美子
- 池田朱美
- 長崎の店員：日吉順子
- 変った乗客B：水野崇
- 変った乗客A：酒巻輝雄[1]

- 塚田毬子：佐久間良子[1]
  - 吾一が横須賀線に乗務していた頃の通学客。夫との別れを決意するも、吾一に諭される。

## スタッフ
- 監督：瀬川昌治
- 製作：大川博
- 企画：秋田亨、加茂秀男
- 脚本：舟橋和郎
- 撮影：飯村雅彦
- 録音：小松忠之
- 照明：元持秀雄
- 美術：北川弘
- 音楽：木下忠司
- 編集：祖田冨美夫
- 助監督：山口和彦
- 進行主任：武田英治
- 現像：東映化学工業株式会社
- 協力：日本国有鉄道[1]

## 興行
1967年6月3日に国内公開され、併映は『あゝ同期の桜』。同作の人気に負うところも大きかったとされるが、本作は大ヒットした。全国の国鉄職員とその家族200～300万人に割引前売券を売りさばいた。国鉄関係者は映画の出来に「感激」したとされ、のちに国鉄から大川に感謝状が贈られた。

## 評価
それまでの渥美は茶の間（＝テレビ）の人気を買われ、1963年に宝塚映画と優先契約を結び、しばしば映画に出演したが、いずれも期待を裏切り不入りが続き、『父子草』と『風来忍法帖 八方破れ』は撮影済みながら、当時お蔵入りしており、当時の映画関係者の間では「渥美の顔は所詮は茶の間相手（＝テレビ向きであっても映画には不向きの意）」というのが常識化していたが、本作のヒットを受け、渥美自身も「（自分は）やっとゼニのとれる役者になった」と喜んだ。『父子草』『風来忍法帖 八方破れ』は、本作のヒットを受け劇場公開されている。

## 製作
本作および、のちのシリーズの企画（後述）は、大川博東映社長で、大川の唯一の企画映画とされる。渥美清は「大川社長に『ボクは昔、鉄道員になりたかったんだが、汽車ポッポが好きでね。その夢が実現しなくて活動屋になっちゃったけど、君がボクの代わりに車掌さんをやってくれないか』と言われて握手して生まれたのが『列車シリーズ』」と述べている。大川はそれまで「映画はズブの素人」と評された人物だった。
プロデューサーの岡田茂が「東映喜劇路線」を敷こうと、東宝（宝塚映画）から渥美清を主演として引き抜き、瀬川昌治を監督に起用した。

### 記者会見
1967年4月4日、東映本社会議室で製作発表会見があり、大川博東映社長、坪井与東映専務、瀬川昌治監督、渥美清、佐久間良子らが出席。大川は「東映もそろそろ（ヤクザものから）脱皮する必要がある。人生には笑いが必要で、東映としてもここで喜劇路線を確立したいと思う。トコトンまで押して行きたい」などと話した。瀬川監督は「渥美ほどユニホームの似合う俳優はいない。彼は平均日本人のキャラクターの持ち主で、その怒りや悲しみがストレートにファンに浸み込んでいく。この作品ではこのような彼の魅力を100パーセント引き出してみたい」などと抱負を述べた。渥美は「正直いって主役に選ばれたことで面食らっている。列車のことは何も知らないが一生懸命やりたい」などと話した。

### 撮影
列車内のシーンが多いことから車内セットが必要になったが、製作費用が掛かるために国鉄に協力を仰ぎ、一車両借りようとしたが、ちょうど春の移動最盛期で「東海道本線では遊んでいる車両はありません」と、ニベもなく断られた。このためクランクイン予定が1か月遅れた。その後なんとか協力が得られて撮影期間1か月の間、東京 - 長崎間の寝台列車を特別に用意して貰い、停止したまま設備が動作するように電源車を連結して撮影した。
監督の瀬川は「大川社長が、以前に国鉄におられましたから。その頃の国鉄総裁（正しくは総裁ではなく副総裁・磯崎叡）は、大川さんのかつての部下なんですね。だから国鉄がとても協力してくれて、長崎行の寝台特急に撮影用の車両と電源車を連結してくれたりして、国鉄のPR映画にもなっていたんです」と話している。
瀬川は佐久間良子について「佐久間さんは当時すでに東映の大スターだったのですが、実に色々なことをやってもらった。私の映画には必要不可欠の人だった。シネスコサイズの画面の両端まで女優・佐久間良子の魅力が溢れる映画となったと思う。渥美さんは、色々アイディアをだしてくれ、随所にイメージを膨らませてくれた」などと述べている。佐久間は「改めてみると、左卜全さんをはじめ名脇役が作品に深みをもたらしています。現場は楽しく、一流のスタッフばかりで、みな一生懸命に映画作りをやっていました」などと話している。
一等寝台車に勝新太郎と若山富三郎のそっくりさんが乗っていて渥美が「ロケですか? 」と言う。

## 東映列車シリーズ
本作の好評を受け、シリーズ化が決定し、以降『喜劇団体列車』（1967年11月公開）『喜劇初詣列車』（1968年1月公開）の2作品が製作され、本作『喜劇急行列車』と合わせた3作品を『東映列車シリーズ』、『列車シリーズ』と呼ぶことが多い。二作目を製作中と見られる1967年10月の文献に『東映国鉄路線』と書かれた資料もある。他に『急行列車シリーズ』、『喜劇・列車シリーズ』と書かれた資料や、同じく瀬川昌治が手掛けた『旅行シリーズ』の一部としている資料もある。
当時の東映は毎日ヤクザ映画を劇場に掛けていた時期であったうえ、東映内部で作品の評価が低かったものの、社長の大川はヤクザ映画を嫌っており、「プログラムに変化を入れなければならない」と、シリーズ化を決定した。当時の東映の関係者は「国鉄は支社が28あるから（当時）28本作れる」と語った。
第二作のタイトルには、団体動員を狙う『喜劇団体列車』と命名。その際鉄道弘済会とタイアップして、駅構内の売店で、当時の一般劇場入場料400円の3割引き価格・280円で前売券を販売し、好調な売れ行きとなった。
1968年、3作目の『喜劇初詣列車』公開の後、大川社長の息子・大川毅東映専務と岡田茂たち「活動屋重役」が揉め、東映のお家騒動が起きた。この煽りで、岡田は1968年5月17日付けで東映の映画製作の最高責任者・企画製作本部長に就任し、続いて同年8月31日付けで映画の製作・配給・興行までを完全に統轄する映画本部長に就任。大川社長から映画部門に関しては全権委任され、一つの映画会社の社長の立場に匹敵する大きな権限を持たされた。本部長就任にあたり、「エロとヤクザの“不良性感度”映画を一層強化する」と宣言した。
『喜劇初詣列車』に続くシリーズ4作目として『喜劇新婚旅行』が企画として挙がっていた。しかし本シリーズに渥美清とコンビを組んで3作品に出演した佐久間良子が、上記の東映の「不良性感度」路線を毛嫌いし、エロでもグロでもない作品にしか出ない方針をとったため、出演依頼に応じなかった。その影響で、東映での出演が減った。このため佐久間は他社（映画会社）出演を認めて欲しいと強く訴えたが、まだ五社協定の強い時代で思うようにいかなかったと述懐している。自身が映画化を希望した『石狩平野』も製作延期になった佐久間はついに「ハラを立て」、「順法闘争」に出て、それに応じた渥美清も4作目の出演を拒否。こうして『列車シリーズ』は終了した。

## 派生企画
- 「2ヵ月に1本ぐらい喜劇を出そう」との構想のもと、東映東京撮影所所長・今田智憲の企画で、本シリーズと同じ瀬川昌治監督による「競馬必勝法シリーズ」と共に「喜劇二大路線」と位置づけられた[5][13][29]。
- 本作のヒロイン・佐久間良子は、本作同様の国鉄職員を題材とし、『喜劇団体列車』との併映となった『旅路』（NHK連続テレビ小説の映画化）の主演に起用された[13]。大川は1967年9月19日、21日と立て続けに東映東京撮影所の『旅路』のセットを訪問し、それまで年に1回か2回しか訪れることがなかったことから、関係者を驚かせている[20]。19日は大川の国鉄時代の同僚・磯崎叡国鉄副総裁を伴い[20]、21日は石田礼助国鉄総裁と一緒に来所した[20]。磯崎は大川からの招待だったが、石田は大の映画好きで、自ら大川に見学を頼んで来たもの[20]。
- 松竹の脇田茂（脇田雅丈）映画製作本部企画室長から[30]、岡田映画本部長に「列車シリーズの企画はウチ向きだから、渥美・瀬川も込みでウチに譲ってもらえないか」と話が来た[5][22][30]。松竹は1960年前後に『集金旅行』や『危険旅行』『求人旅行』といった本シリーズに似た「旅行シリーズ」を製作したことがあった[31]。岡田は喜劇をずっと当てたいと考えていた人ではあったが（東映喜劇路線）、当時の東映ラインナップでは邪魔だったため、渥美と瀬川に「松竹へ行ってくれ」と頼んだ[5][18]。しかし松竹は瀬川に「渥美はスケジュールの都合で無理だから、主役はフランキー堺(主演)でやってくれ」と言ってきた[5][22]。松竹は当時、ハナ肇の「馬鹿シリーズ」や[30]、なべおさみの『吹けば飛ぶよな男だが』などの喜劇はあったが[30]、作品は評価されてもお客はあまり入っていなかった[30]。渥美は1968年10月からフジテレビで『男はつらいよ』が始まっていたが、当初は視聴率が振るわなかった[32]。瀬川は「渥美とフランキーじゃだいぶ違うから」と断ったら、松竹から「他に撮りたいものがあったら何でも撮らせるから」と口説かれ、瀬川は松竹移籍を承諾[5][22]、脚本舟橋和郎も含めて企画まるごと松竹に移籍した[4][5][6][21][22][33][34]。瀬川の撮りたかったものは『アーロン収容所』だったが、松竹に騙され撮れなかったという[5]。松竹は東映の企画を受け継ぎ、1969年の正月映画第一弾公開が予定されていた山田洋次監督の『喜劇 一発大必勝』を延期させて[31]、フランキー堺主演・瀬川監督の『喜劇 大安旅行』と差し替え[31]、当時の旅行ブームもあって大ヒットした[4][22][33]。1969年正月に城戸四郎松竹社長は「『喜劇 大安旅行』の瀬川を見習え。これからは喜劇に力を入れる」と訓示を述べた[22]。これがフランキー堺と倍賞千恵子のコンビで[34][35]、「旅行シリーズ」として、松竹の看板シリーズになった[33]。松竹で映画『男はつらいよ』第一作が公開されたのは1969年8月のことである。このため「東映列車シリーズ」が、寅さんの呼び水という評価もある[4][5]。また1975年から始める東映の大ヒットシリーズ「トラック野郎」のプロデューサー・天尾完次は、「『トラック野郎』が『寅さん』と比較されるのは当たり前だが、ちょっと腹立たしい面もある。『寅さん』そのもののパターンはウチの『喜劇急行列車』などで、すでに東映にあったもので、渥美清が列車の車掌で、それに常にマドンナが組み合わされてね。だから『トラック野郎』が『寅さん』の真似をしたのではなく、原型そのものは存在していた。しかもその基になる基本型は、東映全盛期の時代劇にもあるわけです」と述べている[8]。前述のように渥美を松竹に引き入れたのは脇田茂（脇田雅丈）プロデューサーである[30]。またザ・ドリフターズの映画が東宝と松竹で製作されたのは、脇田が渡辺晋渡辺プロダクション社長を説き伏せたといわれており[30]、脇田は松竹に喜劇映画を持ち込み、喜劇路線を敷いて、松竹を立て直した人物だったが[30]、1970年代に入ると徐々に製作本部を離れた[30]。

## ネット配信
- YouTubeの「TOEI Xstream Theater」にて、2021年10月30日21:00（JST）から同年11月6日21:00まで期間限定無料配信が行われた。
- その後「Xstream Theater」の後身「東映シアターオンライン」にて、2025年6月6日21:00（JST）から同年6月20日21:00まで再無料配信が行われた。

## 関連項目

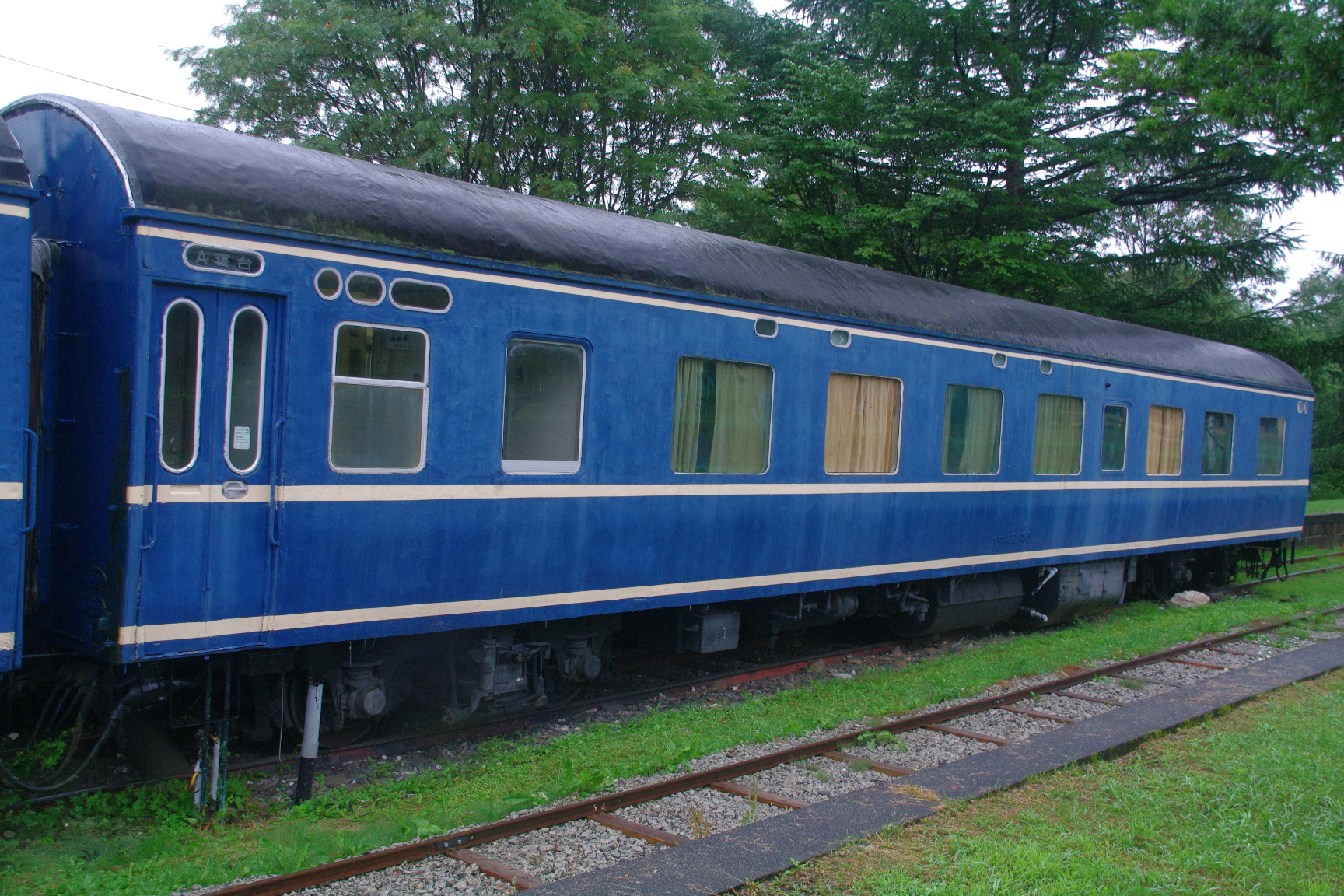
作中に登場するナロネ22型寝台車

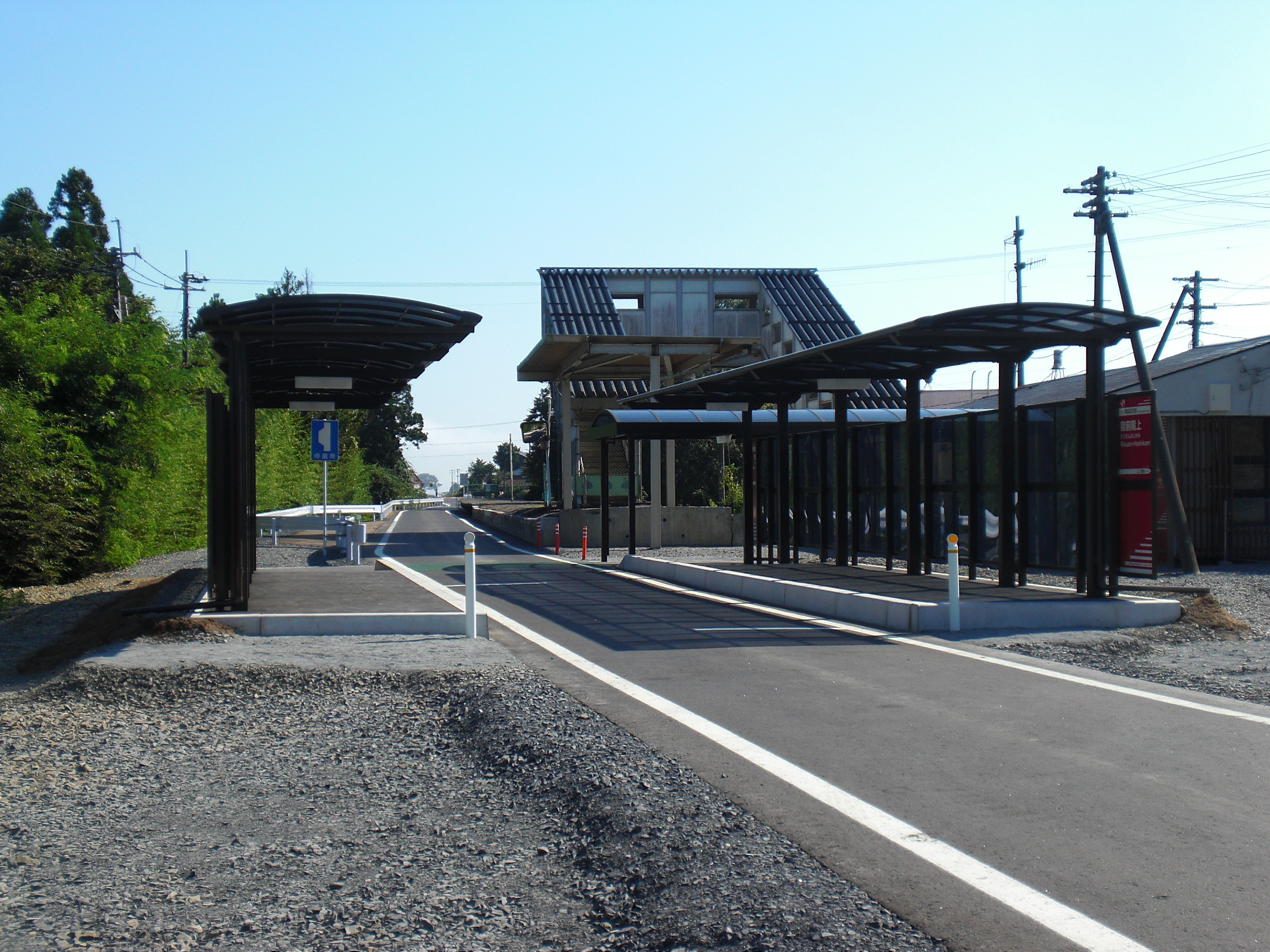
陸前階上BRT停留所
（鉄道駅施設撤去前）